# Zhuang de Zuojiang
Pour les articles homonymes, voir Zhuang.
Le zhuang de Zuojiang est une langue taï-kadaï, de la branche taï, parlée en Chine, dans la province autonome zhuang du Guangxi par une partie des Zhuang.

## Localisation géographique
Le zhuang de Zuojiang est parlé dans le Guangxi dans les xian de Longzhou, Daxin, Tiandeng, Ningming, tous dans la juridiction de la ville-préfecture de Chongzuo.

## Classification interne
Le zhuang de Zuojiang est un des parlers zhuang du Sud. Cela le rattache aux langues taï centrales, un des groupes des langues taï, qui font partie de la famille de langues taï-kadaï.

## Sources
- (en) Zhang Yuansheng, Wei Xingyun, 1997, Regional Variations and Vernaculars in Zhuang, dans Jerold A. Edmondson, David B. Solnit (éditeurs), Comparative Kadai. The Tai Branch, pp. 77–95, SIL International and the University of Texas at Arlington Publications in Linguistics, vol. 124, Arlington, Summer Institute of Linguistics et The University of Texas at Arlington  (ISBN 1-55671-005-4)
- (en + zh) Sumittra Suraratdecha, Jerold A. Edmondson, Somsonge Burusphat, Qin Xiaohang, 2006, Northern Zhuang-Chinese-Thai-English Dictionary, Sayala, Institute of Language and Culture for Rural Development, Mahidol University  (ISBN 978-974-11-0687-5)